# Hana Kadhafi
Hana Kadhafi (née le 11 novembre 1985) est la fille adoptive du colonel Mouammar Kadhafi. Elle aurait été tuée en 1986 par le bombardement américain sur la Libye : son image a été abondamment utilisée au fil des années par le régime de Kadhafi. Des informations ultérieures, corroborées en 2011 lors de la chute de Mouammar Kadhafi, ont néanmoins affirmé qu'Hana Kadhafi était toujours vivante. Selon certaines rumeurs, elle serait la fille biologique du colonel Kadhafi, née d'une union adultérine. Enfin, d'autres sources affirment qu'une autre fille a porté le nom de Hana Kadhafi après la mort de la première.

## Biographie
Présentée comme étant la fille biologique de deux médecins palestiniens décédés. selon la version officielle. Selon certaines rumeurs, elle serait néanmoins la fille biologique du colonel Kadhafi, née d'une union illégitime ; certaines informations la présentent comme le fruit d'une liaison entre Kadhafi et sa collaboratrice Huda Ben Amer Officiellement, elle aurait été tuée en 1986 à l'âge d'environ deux ans lors d'un raid américain nommé opération El Dorado Canyon contre Tripoli et Benghazi en représailles à l'attentat contre la discothèque « La Belle » à Berlin-Ouest (trois morts, dont deux soldats américains, et 200 blessés).
Le colonel Kadhafi fait alors mettre sous verre le petit-lit cage d'Hana, et les meubles de sa chambre dans le complexe Bab al-Azizia ; une propagande est orchestrée autour de la fille « morte » du dirigeant libyen, dont des photos sont distribuées à la presse en 1986 et qui devient un argument récurrent du discours anti-américain de Kadhafi. Si plusieurs enfants de Kadhafi jouent un rôle dans la propagande du régime, Hana occupe une place particulière du fait de sa célébrité post-mortem et de son statut d'« icône de la résistance » face à l'Occident.
Le 17 mai 2001, Fidel Castro visite le mausolée dédié à Hana. En 2006 pour le 20e anniversaire de sa mort se tient le « Festival Hana pour la Paix et la Liberté »,. Dans la nuit du 14 avril 2006 José Carreras et Lionel Richie chantent devant une foule rassemblée devant la résidence bombardée de Bab al-Azizia,. Le vétéran de la soul, Lionel Richie déclare à la foule ainsi qu'aux diplomates, businessmen et hommes politiques rassemblés devant lui : « Hana est célébrée cette nuit justement parce que le mot "paix" reste attaché à son nom. »,.
Malgré cette propagande, des informations officieuses font état de l'existence d'une « Hana Kadhafi », qui serait la fille du dirigeant libyen et n'aurait donc pas péri dans le bombardement. En 1999, l'agence de presse chinoise Xinhua rapporte sa présence le 6 juin 1999 à un lunch au Cap auquel participe Nelson Mandela et l'épouse de Mouammar Kadhafi, Safia accompagnée de sa fille Aïcha. En février 2011, le quotidien allemand Welt am Sonntag affirme que Hana Kadhafi se trouve sur la liste des personnes dont les avoirs en Suisse ont été gelés. Le journal indique également que la jeune femme occupait une place de choix au sein du ministère libyen de la Santé, qu’elle parlait couramment l’anglais, voyageant régulièrement à Londres pour y faire du shopping. Aucun journaliste n'avait entendu parler d'elle avant le bombardement,. 
Au mois d'août 2011, l'article de Welt am Sonntag repris en anglais par Worldcrunch révèle que Hana Kadhafi serait en fait toujours vivante,,. Le 28 août 2011, lors de l’émission Mise au point, diffusée sur la télévision suisse romande, l’hypothèse — selon laquelle Hana Kadhafi serait encore en vie — est implicitement évoquée par Faiza Mazeg, qui parle d’un « secret de Polichinelle ». Les rumeurs existant sur Hana Kadhafi sont contradictoires : selon une version des faits, elle aurait survécu au bombardement ; selon une autre, une « Hana Kadhafi » aurait bel et bien été tuée, et une autre enfant adoptée par la suite aurait reçu son nom. D'autres versions affirment que l'enfant censément tuée lors du bombardement n'aurait jamais existé.
Selon les éléments disponibles, Hana Kadhafi a été scolarisée dès l'âge de huit ans à L'Espoir Vert de Tripoli. Les trois gardes du corps qui l'accompagnaient déclarent par la suite : « On savait qu'Hana était morte officiellement. [...] C'était un secret. Hana c'était la petite dernière du Guide. Sa préférée. ». Kadhafi lui rend parfois visite à son école. L'Espoir Vert n'ayant pas de section supérieure, le Guide fait ouvrir une section pour sa fille et fait recruter au Caire des professeurs égyptiens. Hana Kadhafi passe son bac, puis entreprend des études de médecine. Durant six ans elle bénéficie de cours du soir et de cours privés à Bab al-Azizia. Elle travaille ensuite à l'hôpital central de Tripoli et exerce comme chirurgien.  Quelques jours avant la chute de Tripoli, elle aurait ordonné : « Pas de poches de sang pour ces rats de rebelles ! ». Le docteur Rajab al-Lasta témoigne à ce propos : « Certains se sont vidés de leur sang dans les couloirs »,. Elle quitte précipitamment son poste le 21 août 2011.